# باريس-نيس 2016
باريس-نايس 2016 (بالفرنسية: Paris-Nice 2016 )‏ هو سباق دراجات هوائية، وهو الموسم رقم 74 من السباق، وأقيم خلال الفترة 6 مارس 2016، وحتى 13 مارس 2016، وامتدّ لمسافة 1122.1 كيلومتر، وهو أحد سباقات طواف العالم للدراجات 2016، وقد شارك في السباق 175 متسابقاً ووصل إلى نهايته 131 متسابقاً.
فاز فيه بالمركز الأول جيرانت توماس، وبالمركز الثاني ألبيرتو كونتادور، وبالمركز الثالث ريتشي بورت، والفريق الفائز في ترتيب الفرق موفيستار 2016.

## الفرق
| فرق عالمية (18)- AG2R La Mondiale - أستانا - بي إم سي راسينغ - Cannondale - Dimension Data - Etixx-Quick Step - FDJ - Giant-Alpecin - IAM Cycling - Katusha - Lampre-Merida - Lotto NL-Jumbo - Lotto-Soudal - موفيستار - Orica-GreenEDGE - Sky - Tinkoff - Trek-Segafredo فرق قارية محترفة (4)- Cofidis, Solutions Crédits - ديلكو ‏ - Direct Énergie - Fortuneo-Vital Concept |  |
| |  |

## المراحل
| قائمة المراحل | قائمة المراحل | قائمة المراحل                                     | قائمة المراحل      | قائمة المراحل | قائمة المراحل   | قائمة المراحل |
| المرحلة       | التاريخ       | الدورة                                            |                    | المسافة (كم)  | الفائز بالمرحلة | القائد العام  |
| ------------- | ------------- | ------------------------------------------------- | ------------------ | ------------- | --------------- | ------------- |
| Prologue      | 6 مارس        | كونفلانز -سانت -هونورين – كونفلانز -سانت -هونورين | ضد الساعة          | 6٫1           | مايكل ماثيوز    | مايكل ماثيوز  |
| 1             | 7 مارس        | Condé-sur-Vesgre ‏ – فوندوم                        | مرحلة مستوية       | 198           | ارنو ديمار      | مايكل ماثيوز  |
| 2             | 8 مارس        | Contres ‏ – كومنتري                                | مرحلة مستوية       | 213٫5         | مايكل ماثيوز    | مايكل ماثيوز  |
| 3             | 9 مارس        | كوسيه – mount Brouilly ‏                           | مرحلة جبلية        | 168           |                 | مايكل ماثيوز  |
| 4             | 10 مارس       | Juliénas ‏ – رومان سور ديزير                       | مرحلة مستوية       | 195٫5         | ناصر بوهاني     | مايكل ماثيوز  |
| 5             | 11 مارس       | Saint-Paul-Trois-Châteaux ‏ – سالون دو بروفانس     | مرحلة جبلية متوسطة | 198           | أليكسي لوتزينكو | مايكل ماثيوز  |
| 6             | 12 مارس       | نيس – sanctuaire de la Madone d'Utelle ‏           | مرحلة جبلية        | 177           | النر زكرين      | جيرانت توماس  |
| 7             | 13 مارس       | نيس – نيس                                         | مرحلة جبلية متوسطة | 134           | تيم فيلانز      | جيرانت توماس  |

## النتيجة

### مرحلة 0
أجريت في 6 مارس 2016، وامتدّت لمسافة 6.1 كيلومتر فاز بالمرحلة مايكل ماثيوز، ومتصدر الترتيب العام في نهاية المرحلة مايكل ماثيوز.
| الدراج | الدراج | البلد | الفريق | الوقت | السرعة |  |

### مرحلة 1
هي مرحلة مسطحة، أجريت في 7 مارس 2016، وامتدّت لمسافة 198 كيلومتر فاز بالمرحلة ارنو ديمار، ومتصدر الترتيب العام في نهاية المرحلة مايكل ماثيوز.
| التصنيف العام | التصنيف العام | التصنيف العام | التصنيف العام   | التصنيف العام |        |
| الدراج        | الدراج        | البلد         | الفريق          | الوقت         | السرعة |
| ------------- | ------------- | ------------- | --------------- | ------------- | ------ |
| 1.            | مايكل ماثيوز  | أستراليا      | Orica-GreenEDGE |               |        |

### مرحلة 2
هي مرحلة مسطحة، أجريت في 8 مارس 2016، وامتدّت لمسافة 213.5 كيلومتر فاز بالمرحلة مايكل ماثيوز، ومتصدر الترتيب العام في نهاية المرحلة مايكل ماثيوز.
| الدراج | الدراج | البلد | الفريق | الوقت | السرعة |  |

### مرحلة 3
هي مرحلة جبلية، أجريت في 9 مارس 2016، وامتدّت لمسافة 168 كيلومتر فاز بالمرحلة إلغاء المرحلة، ومتصدر الترتيب العام في نهاية المرحلة مايكل ماثيوز.
| الدراج | الدراج | البلد | الفريق | الوقت | السرعة |  |

### مرحلة 4
هي مرحلة مسطحة، أجريت في 10 مارس 2016، وامتدّت لمسافة 195.5 كيلومتر فاز بالمرحلة ناصر بوهاني، ومتصدر الترتيب العام في نهاية المرحلة مايكل ماثيوز.
| التصنيف العام | التصنيف العام | التصنيف العام | التصنيف العام   | التصنيف العام |        |
| الدراج        | الدراج        | البلد         | الفريق          | الوقت         | السرعة |
| ------------- | ------------- | ------------- | --------------- | ------------- | ------ |
| 1.            | مايكل ماثيوز  | أستراليا      | Orica-GreenEDGE |               |        |

### مرحلة 5
هي مرحلة جبلية متوسطة، أجريت في 11 مارس 2016، وامتدّت لمسافة 198 كيلومتر فاز بالمرحلة أليكسي لوتزينكو، ومتصدر الترتيب العام في نهاية المرحلة مايكل ماثيوز.
| التصنيف العام | التصنيف العام | التصنيف العام | التصنيف العام   | التصنيف العام |        |
| الدراج        | الدراج        | البلد         | الفريق          | الوقت         | السرعة |
| ------------- | ------------- | ------------- | --------------- | ------------- | ------ |
| 1.            | مايكل ماثيوز  | أستراليا      | Orica-GreenEDGE |               |        |

### مرحلة 6
هي مرحلة جبلية، أجريت في 12 مارس 2016، وامتدّت لمسافة 177 كيلومتر فاز بالمرحلة النر زكرين، ومتصدر الترتيب العام في نهاية المرحلة جيرانت توماس.
| التصنيف العام | التصنيف العام | التصنيف العام   | التصنيف العام | التصنيف العام |        |
| الدراج        | الدراج        | البلد           | الفريق        | الوقت         | السرعة |
| ------------- | ------------- | --------------- | ------------- | ------------- | ------ |
| 1.            | جيرانت توماس  | المملكة المتحدة | سكاي          |               |        |

### مرحلة 7
هي مرحلة جبلية متوسطة، أجريت في 13 مارس 2016، وامتدّت لمسافة 134 كيلومتر فاز بالمرحلة تيم فيلانز.
| الدراج | الدراج | البلد | الفريق | الوقت | السرعة |  |

## الفائزون
| الترتيب    | الفائز           |
| ---------- | ---------------- |
| الفائز     | جيرانت توماس     |
| الثاني     | ألبيرتو كونتادور |
| الثالث     | ريتشي بورت       |
| حسب النقاط | مايكل ماثيوز     |
| تسلق الجبل | انطوان دوتشيسن   |
| الفريق     | موفيستار         |

## وصلات خارجية
- الموقع الرسمي
- باريس-نيس 2016 على موقع إحصائيات الدراجات الإحترافية (الإنجليزية)

- باريس-نيس 2016 في موقع Cycling Archives سايكلنج أركايفز